# Empria pallimacula
Empria pallimacula är en stekelart som först beskrevs av Audinet-serville 1823.  Empria pallimacula ingår i släktet Empria, och familjen bladsteklar. Det är osäkert om arten förekommer i Sverige.